# Chenār Khoshkeh (ort i Iran)
Chenār Khoshkeh (persiska: چنار خشكه) är en ort i Iran.   Den ligger i provinsen Lorestan, i den västra delen av landet, 400 km sydväst om huvudstaden Teheran. Chenār Khoshkeh ligger 1 466 meter över havet och antalet invånare är 184.
Terrängen runt Chenār Khoshkeh är kuperad. Runt Chenār Khoshkeh är det ganska tätbefolkat, med 72 invånare per kvadratkilometer. Närmaste större samhälle är Pīrjad, 4,9 km sydväst om Chenār Khoshkeh. Omgivningarna runt Chenār Khoshkeh är i huvudsak ett öppet busklandskap.